# V445 Puppis
V445 Puppis eller Nova Puppis 2000 var en ljusstark nova i stjärnbilden Akterskeppet som nådde sitt maximum i februari 2000.  Den upptäcktes av Kazuyoshi Kanatsu i Matsue i Shimane prefekturen, Japan. Han noterade novans maximum till +8,6 i magnitud den 28 november 2000.
Positionen för novan överensstämde med en stjärna av magnitud +13,1 som blivit fotograferad 1967.
Den vita dvärgen i V445 Puppis-systemet har en massa som uppskattats till drygt 1,3  M☉ (solmassor) och ökar på grund av att den får ta emot material från sin följeslagare. När den vita dvärgen närmar sig Chandrasekhars gränsmassa vid 1,38 solmassor kommer den förmodligen att få ett utbrott som supernova (typ Ia).